# Sarandí de Navarro
Sarandí de Navarro és un centre poblat de l'Uruguai, ubicat al nord-est del departament de Río Negro. Té una població aproximada de 231 habitants segons les dades del cens del 1996.
Es troba a 120 metres sobre el nivell del mar.
| 1963 | 1975 | 1985 | 1996 | 2004    |
| ---- | ---- | ---- | ---- | ------- |
| 359  | 276  | 221  | 231  | {{{5}}} |